# WH Group
WH Group Limited (кит. упр. 萬洲國際, «Ваньчжоу Гоцзи») — китайская пищевая компания, один из крупнейших производителей охлаждённой свинины и готовых мясных продуктов (входит в пятёрку крупнейших мясных компаний страны, наряду с New Hope Group, Muyuan Foods, Wens Foodstuff Group и Zhengbang Technology). Дочерние компании группы также занимаются розничной торговлей продуктами, логистическими и финансовыми услугами, операциями с недвижимостью, производством ароматизаторов, натуральной оболочки и упаковочных материалов. Основана в 1958 году, официально зарегистрирована на Каймановых островах, китайская штаб-квартира расположена в Лохэ, международная — в Гонконге.

## История
В 1936 году в штате Виргиния была основана мясная компания Smithfield Packing Company. В 1958 году в городе Лохэ был основан холодильный склад, который в 1977 году был реорганизован в завод Luohe Meat Products. В 1984 году генеральным директором завода был избран Вань Лун. В 1989 году предприятие запустило торговую марку Shuanghui.
В 1995 году Smithfield приобрела мясную компанию John Morrell. В 1998 году компания Shuanghui провела IPO, а в 1999 году Smithfield вышла на Нью-Йоркскую фондовую биржу. В 2000 году Smithfield приобрела мясные компании Carroll's Foods и Murphy Farms, став крупнейшим производителем свинины в США. В 2003 году Smithfield купила Farmland Foods, в 2004 году — свиноферму ComTim в Румынии, в 2006 году завершила приобретение свинофермы Animex в Польше.
В 2006 году крупный пакет акций Shuanghui купила группа инвесторов во главе с CDH Investments и Goldman Sachs, которые затем перепродала свою долю с большой прибылью. В 2010 году компания заняла 160-е место в рейтинге 500 крупнейших предприятий Китая, а стоимость бренда Shuanghui Group составила 19,6 млрд юаней. В 2011 году Shuanghui попала в скандал из-за кормления животных комбикормами с химическими добавками. По состоянию на конец 2012 года компания имела 13 предприятий, она ежегодно забивала более 15 млн свиней и производила более 2,7 млн тонн мяса.
Весной 2013 года Shuanghui International приобрела американскую свиноводческую компанию Smithfield Foods за 4,72 млрд долл. США (с учётом долгов — за 7,1 млрд долларов); на тот момент в компании работало около 46 тыс. человек, занятых на фермах и предприятиях в США и Мексике. Smithfield Foods со штаб-квартирой в округе Айл-оф-Уайт являлась крупным производителем охлаждённой свинины и упакованных мясных изделий, в том числе бекона, колбасы и сосисок.
В январе 2014 года Shuanghui International сменила название на WH Group. На тот момент группа являлась крупнейшим производителем свинины в мире, в компании работало более 60 тыс. человек, и она на 30 % принадлежала сотрудникам.
В августе 2014 года компания вышла на Гонконгскую фондовую биржу. В 2015 году мясной бренд Smithfield и другие американские бренды группы начали экспансию на китайском рынке. По итогам 2015 года продажи WH Group составили 21,2 млрд долл. США. В 2016 году WH Group вошла в список Fortune Global 500, а Smithfield Foods приобрела крупнейшего в Калифорнии переработчика свинины Clougherty Packing (включая известные бренды Farmer John и Saag's).
В 2017 году WH Group приобрела мясную компанию Pini Polonia (Польша), включая её дочерние предприятия в Венгрии и Италии, а также мясные компании Elit и Vericom (Румыния).

## Деятельность

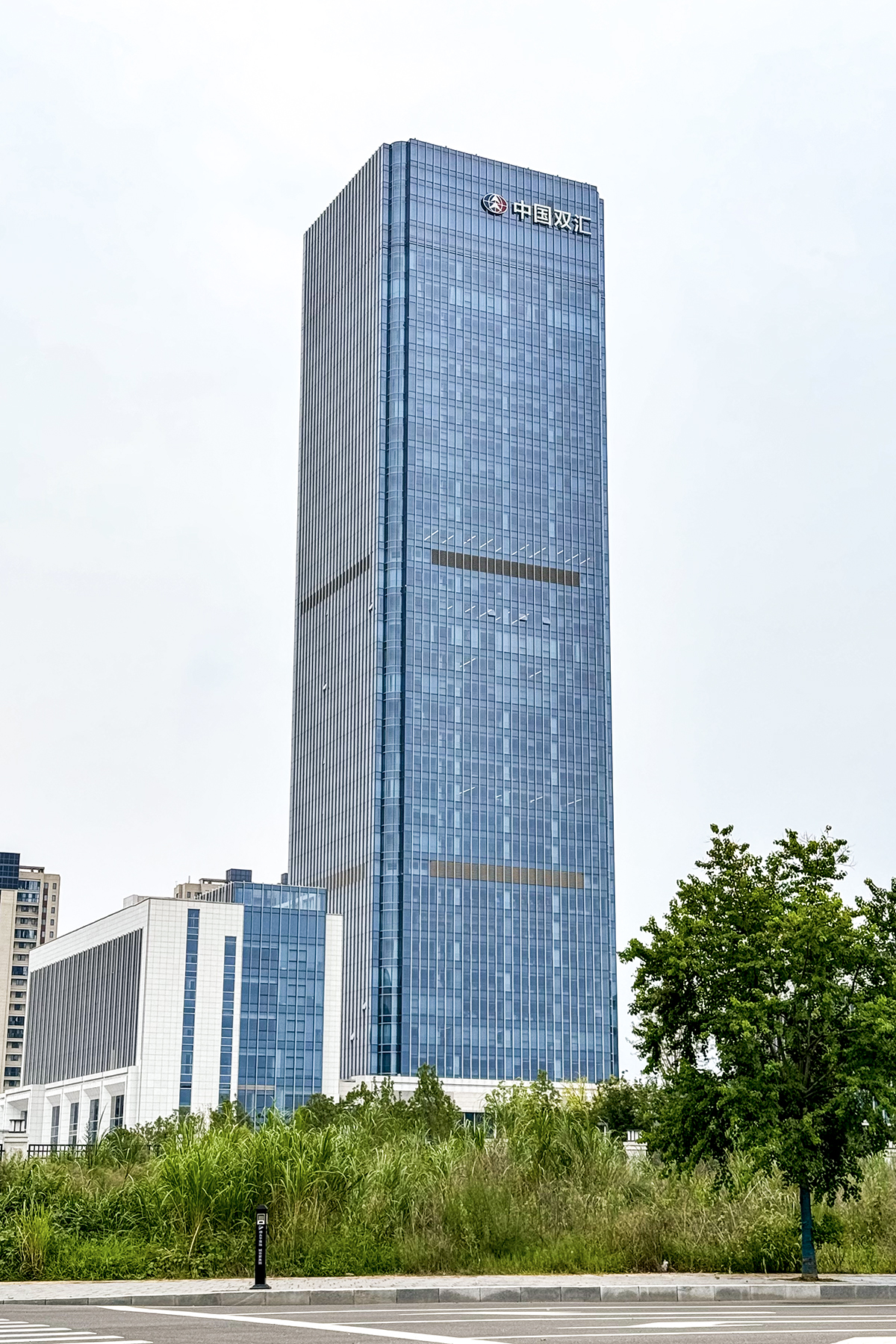
Штаб-квартира дочерней компании Shuanghui Investment & Development в Лохэ

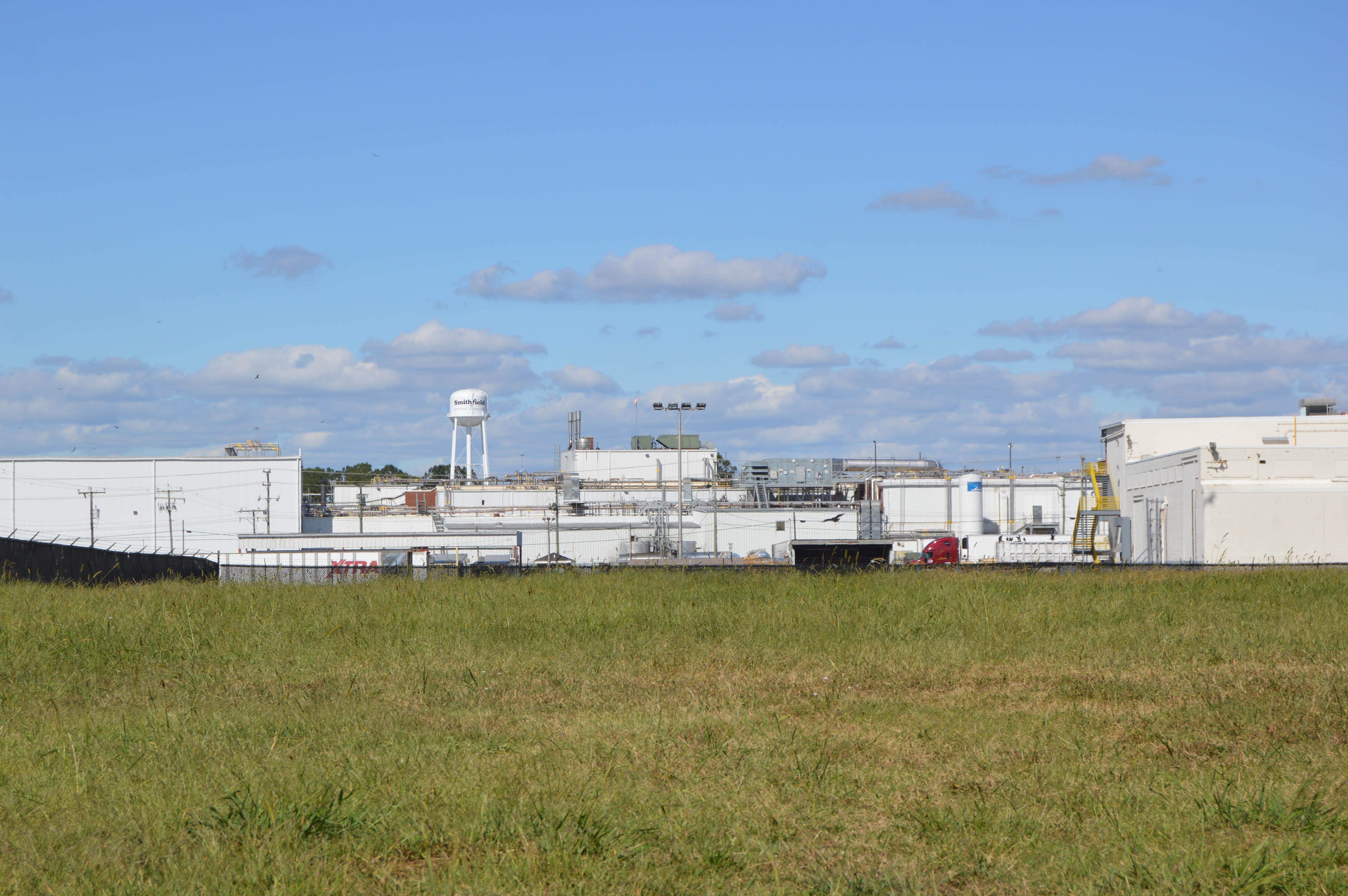
Мясокомбинат Smithfield в Виргинии

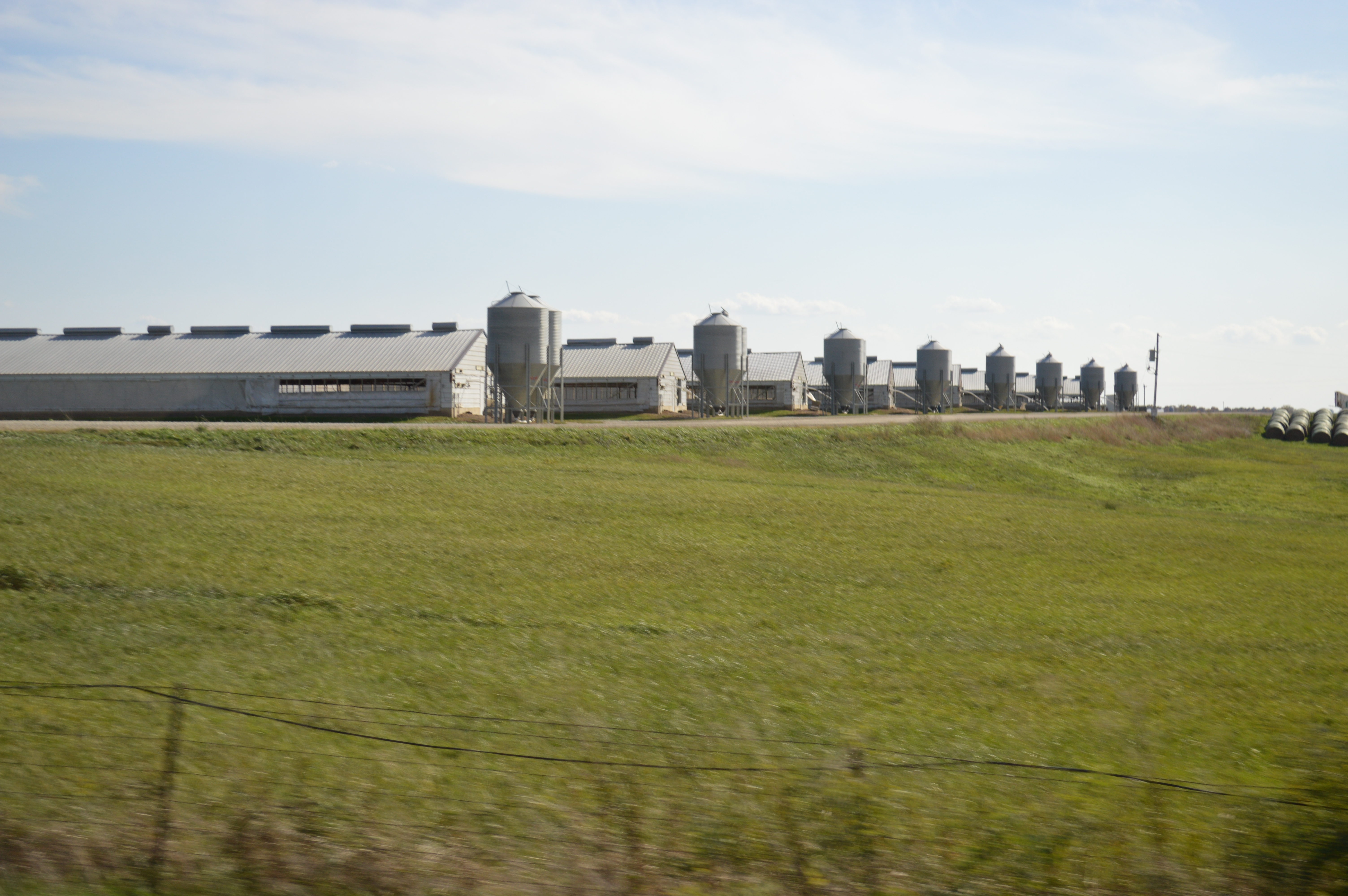
Свиноферма Smithfield в Миссури

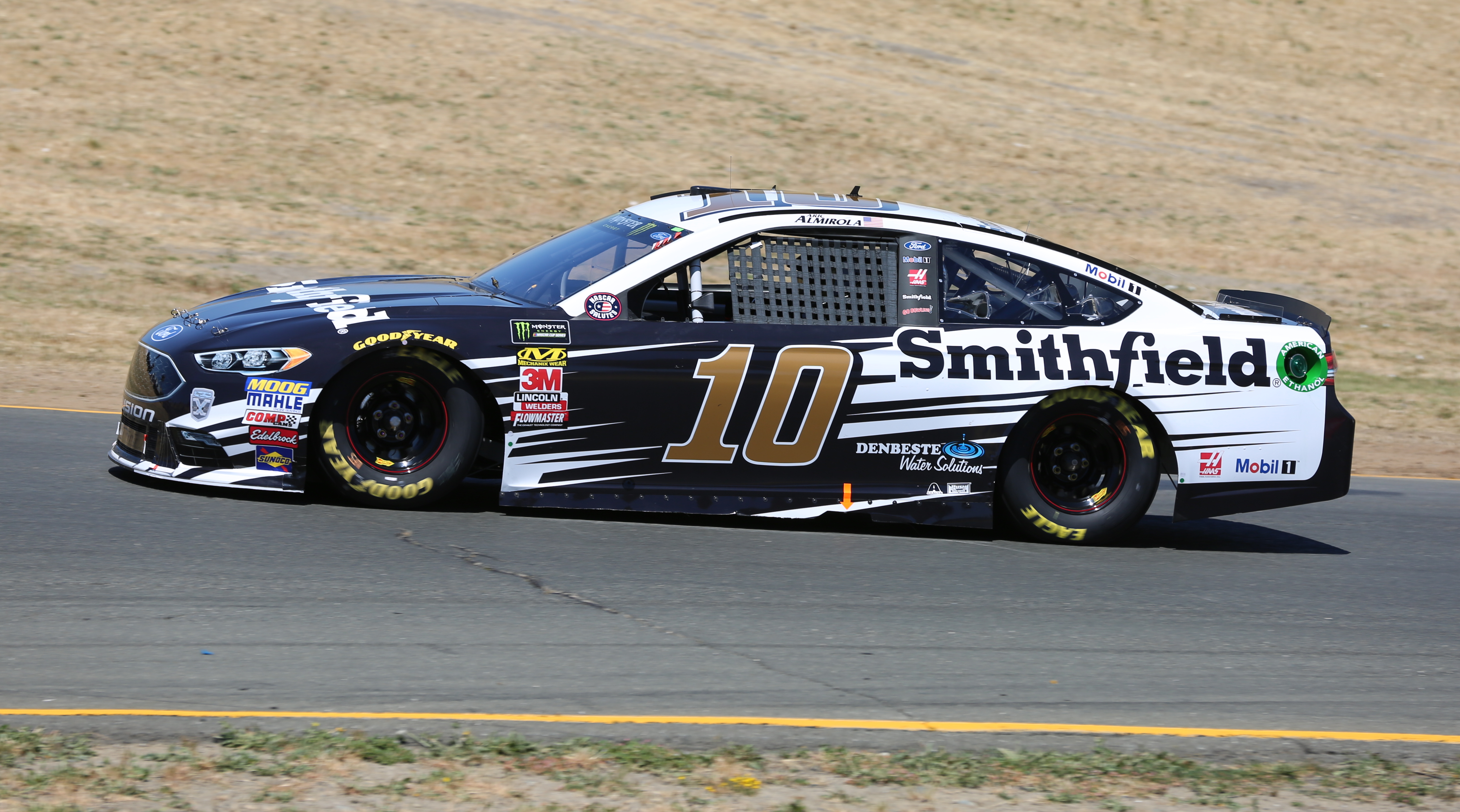
Гоночный автомобиль с рекламой бренда Smithfield

WH Group занимается выращиванием и забоем свиней, а также переработкой мяса (охлаждённая свинина, говядина и курятина, упакованные мясные изделия), упаковкой яиц, производством соевых и кукурузных комбикормов и пищевых добавок. Компания создала мясоперерабатывающие фабрики, склады и сбытовые офисы в материковом Китае (33 завода), США (55 заводов), Мексике и Западной Европе (13 заводов), в том числе в Польше, Румынии, Словакии, Венгрии, Германии и Великобритании.
Основными дочерними структурами WH Group являются Henan Shuanghui Investment & Development (одна из крупнейших в Китае мясоперерабатывающих компаний, акции которой котируются на Шэньчжэньской фондовой бирже) и Smithfield Foods (крупнейшая компания по производству продуктов из свинины в США). Другие дочерние структуры WH Group занимаются производством ветеринарных препаратов, упаковочных материалов и ароматизаторов, а также логистикой и розничной торговлей.
По итогам 2021 года основные продажи WH Group пришлись на упакованные мясные продукты и полуфабрикаты (50,6 %) и охлаждённую свинину (43,9 %). Основными рынками сбыта компании являлись США и Мексика (52 %), Китай (38,5 %) и Европа (9,5 %).

### Торговые марки
WH Group реализует свою продукцию под брендами Shuanghui, Coobi, King of Kings, Tiny Times, Da Rou Kuai, Pao Mian Pai Dang, Smithfield, Eckrich, Nathan’s Famous, Farmland, Armour, Farmer John, Kretschmar, John Morrell, Cook’s, Gwaltney, Carando, Margherita, Curly’s, Healthy Ones, Patrick Cudahy, Pure Farms, American Farms, Old Country Store, Cumberland Gap, Higueral, La Abuelita, La Bella, Maple River, Marca el Rey, Mosey’s, Deco, The Peanut Shop, Peyton’s, Rath Black Hawk, Krakus, Shenson, Berlinki, Stefano, Morliny, Sterling, Mazury, Yano, Sunnyland, Elit, Veri, Plin de Carne, Premia, Promo, Csabahus, Pizzaro, Finonimo, Kaiser, Mecom и Schneider.

### Дочерние компании
- Shuanghui Investment & Development (Китай)
- Shuanghui Development Ingredients (Китай)
- Shuanghui Meat Processing (Китай)
- Shuanghui Canned Foods (Китай)
- Shuanghui Sea Cherry Seasoning Foods (Китай)
- Shuanghui Beidahuang Food (Китай)
- Shuanghui Luohe Protein (Китай)
- Shuanghui Food Sales (Китай)
- Shuanghui Import & Export Company (Китай)
- Shuanghui International (Китай)
- Shuanghui Commercial Investment (Китай)
- Shuanghui Business Investment (Китай)
- Shuanghui Logistics Investment (Китай)
- Shuanghui Real Estate (Китай)
- Shaanxi Shuanghui Food (Китай)
- Kunming Shuanghui Food (Китай)
- Wuhan Shuanghui Food (Китай)
- Chinachem Shuanghui Packaging Industry (Китай)
- Chinachem Shuanghui Plastic Processing (Китай)
- Nantong SKT New Material (Китай)
- Shineway Group (Китай)
- Shineway Haiying Seasoning Food (Китай)
- Synear Food (Китай)
- Huayi Food (Китай)
- Huite Foods (Китай)
- Huifu Food (Китай)
- Wandong Animal Husbandry (Китай)
- Tianrui Biochemicals (Китай)
- Huisheng Pharmaceutical (Китай)
- Smithfield Foods (США)
- Animex Kutno (Польша)
- Elit (Румыния)

## Акционеры
Крупнейшими акционерами WH Group являются Rise Grand Group (39,2 %), Mondrian Investment (6,03 %), The Vanguard Group (1,55 %), BlackRock (1,32 %) и Allspring Global Investments (1,11 %).